# Veräußerungsgewinn
Veräußerungsgewinn oder Veräußerungsverlust ist im Steuerrecht bei den sieben Einkunftsarten der positive Unterschiedsbetrag (Gewinn) oder negative Unterschiedsbetrag (Verlust) zwischen den Anschaffungs- oder Herstellungskosten und dem Verkaufspreis eines Wirtschaftsguts.

## Allgemeines
Die steuerrechtlichen Begriffe Veräußerungsgewinn oder Veräußerungsverlust entsprechen handelsrechtlich dem realisierten Gewinn oder Verlust aus dem Verkauf von Vermögensgegenständen. Bei beiden Begriffen kommt es darauf an, zu ermitteln, ob sich aus der Bestandhaltung von Wirtschaftsgütern bei deren Verkauf ein Gewinn oder Verlust ergibt. Dagegen sind Buchgewinn oder Buchverlust im Handelsrecht lediglich durch Bewertungsmaßnahmen entstanden, ohne dass es zur Veräußerung gekommen ist, so dass es sich um nicht realisierte Erfolge handelt. 
Dem Steuerrecht kommt es auf die Ermittlung des Veräußerungserfolgs an, weil dieser eine Besteuerungsgrundlage bei der Einkommensteuer darstellt. Das Handelsrecht ist allgemein an der Erfolgsermittlung interessiert und verbucht die Veräußerungsgewinne oder -verluste in der Gewinn- und Verlustrechnung. Dabei gehen diese Erfolge entweder im Rahmen des Betriebszwecks als Betriebsergebnis oder außerhalb des Betriebszwecks entsprechend als außerordentliches Ergebnis in die Gewinn- und Verlustrechnung ein. Es handelt sich um Erträge/Verluste aus dem Abgang von Vermögensgegenständen, zu verbuchen unter „sonstige betriebliche Erträge“ (§ 275 Abs. 2 Nr. 4 HGB) oder „sonstige betriebliche Aufwendungen“ (§ 275 Abs. 2 Nr. 8 HGB).

## Legaldefinition
Das Einkommensteuergesetz bietet mehrfach eine auf die jeweilige Einkunftsart angepasste Legaldefinition an. Nach § 14 EStG gehören zu den Einkünften aus Land- und Forstwirtschaft auch Gewinne, die bei der Veräußerung eines land- oder forstwirtschaftlichen Betriebs oder Teilbetriebs erzielt werden. Der Veräußerungsgewinn ist steuerrechtlich bei Betriebsveräußerungen der Betrag, um den der Veräußerungspreis nach Abzug der Veräußerungskosten den Buchwert übersteigt (§ 16 Abs. 2 EStG). Veräußerungsgewinn bei Anteilen an einer Kapitalgesellschaft ist nach § 17 Abs. 2 EStG der Betrag, um den der Veräußerungspreis nach Abzug der Veräußerungskosten die Anschaffungskosten übersteigt. Danach wird der Veräußerungsgewinn / Veräußerungsverlust generell wie folgt ermittelt:
```
    Buchwert eines Vermögensgegenstands
    - Veräußerungspreis
    - Veräußerungskosten
    = Veräußerungsgewinn / Veräußerungsverlust
```

Buchwert ist der Wert, mit dem das Wirtschaftsgut zum Zeitpunkt seiner Veräußerung in der Bilanz aktiviert war. Veräußerungspreis sind alle Gegenleistungen, die der Veräußerer vom Erwerber des Wirtschaftsguts erhält, Veräußerungskosten sind die Kosten, die der Veräußerer unmittelbar durch den Verkauf zu tragen hat (z. B. Notargebühren, Verkehrssteuern).

## Veräußerungsobjekte
Um eine Veräußerung handelt es sich steuerrechtlich, wenn durch Rechtsgeschäft (z. B. Kaufvertrag) zwischen zwei (natürlichen oder juristischen) Personen der Veräußerer dem Erwerber das zivilrechtliche Eigentum oder zumindest das wirtschaftliche Eigentum am Veräußerungsobjekt gegen Entgelt verschafft. Das deutsche Steuerrecht stellt weitere Vorgänge einer Veräußerung gleich (z. B. Kapitaleinlage einer Beteiligung nach § 17 EStG in eine Kapitalgesellschaft). Als Veräußerungsobjekte kommen Vermögensteile des Anlagevermögens in Frage:
- Sachanlagen: insbesondere Fuhrpark, Maschinen, Betriebs- und Geschäftsausstattung;
- Finanzanlagen: insbesondere Beteiligungen und Wertpapiere des Anlagevermögens.

Das Umlaufvermögen ist nur ausnahmsweise den wesentlichen Betriebsgrundlagen zuzurechnen, weil es auf Umsatz und nicht auf Nutzung gerichtet ist; es gilt deshalb bei Veräußerungsgewinnen meist nicht als Veräußerungsobjekt.    

## Steuerliche Regelungen (Deutschland)
Eine Vielzahl von Veräußerungsgewinnen wird den jeweiligen Einkunftsarten als Einkünfte zugerechnet. So gehört der Veräußerungsgewinn aus dem Verkauf von der selbständigen Arbeit dienendem Vermögen zu den Einkünften aus selbständiger Arbeit (§ 18 Abs. 3 EStG), der Gewinn aus der Veräußerung von im Privatvermögen gehaltenen Anteilen an einer Kapitalgesellschaft gehört nach § 20 Abs. 2 Nr. 1 EStG zu den Einkünften aus Kapitalvermögen bzw. zu den gewerblichen Einkünften nach § 17 EStG bei Beteiligungen von mindestens 1 %. Die übrigen privaten Veräußerungsgeschäfte werden den sonstigen Einkünften (§ 23 EStG) zugerechnet.
Manche Veräußerungsgewinne bleiben indes steuerfrei. Die Reinvestitionsrücklage des § 6b EStG ermöglicht unter bestimmten Voraussetzungen bei Grundstücken, grundstücksgleichen Rechten, Gebäuden und Binnenschiffen eine erfolgsneutrale Übertragung des Veräußerungsgewinns als Rücklage („§ 6b-Rücklage“), so dass die Realisierung dieser stillen Reserven nicht steuerpflichtig ist. Voraussetzung ist, dass in den folgenden 4 (Grundstücke) bzw. 6 (neu hergestellte Gebäude) Jahren Wirtschaftsgüter angeschafft werden, auf die diese Rücklage angerechnet werden kann. 
Bei Veräußerungsgewinnen sind in einigen Fällen besondere Freibeträge oder Freigrenzen steuermindernd zu berücksichtigen. Als so genannte negative Einkünfte mindern Veräußerungsverluste die Bemessungsgrundlage für die Besteuerung und damit die Steuerlast selbst. Der Abzug kann jedoch nur dann erfolgen, wenn die Veräußerung einer der sieben Einkunftsarten zugeordnet werden kann. Zudem können Verlustausgleichsbeschränkungen steuermindernde Effekte verzögern oder verhindern.